# Sim Gokkes
Sim Gokkes   (Amsterdam, 21 de març de 1897 - Auschwitz, 5 de febrer de 1943) fou un compositor alemany d'origen jueu.

## Biografia
Quan era nen, Gokkes va rebre classes de cant del cantant d'òpera Ben Geysel i Victor Schlesinger, el cantor de la sinagoga de Rapenburg a Amsterdam. Va estudiar composició amb Sem Dresden i piano i flauta al Conservatori d'Amsterdam (aleshores Muzieklyceum).
Gokkes va dirigir diversos cors al llarg de la seva vida. Durant un temps va ser líder de "Santo Serviçio", el cor de la Sinagoga Portuguesa d'Amsterdam. Gokkes és conegut com un innovador de la música de sinagoga. Les seves composicions tracten principalment temes religiosos.
Gokkes va ser assassinat a Auschwitz el 1943 amb la seva dona, la pianista Rebecca Winnik, i els seus dos fills.

## Obres conservades a l'Institut de Música dels Països Baixos
- Le pèlerin de Jérusalem, Amsterdam, maig de 1928, lletra de Jacob Israël de Haan, per a veu i piano
- Kaddisch, Amsterdam, juny de 1928, per a veu i piano
- C'en est fait, juny de 1928, lletra d'Ernest Bussy, per a veu i piano
- Kermesse d'été, Amsterdam, maig de 1928, lletra de Willem de Mérode, per a veu i piano
- Duiven, Amsterdam, maig de 1928, lletra de François Pauwels
- La lune blanche luit dans les bois, Amsterdam, juny de 1928, lletra de Paul Verlaine, per a veu i piano
- Trois Lieder hébreux, Amsterdam, 1926, lletra de Jehuda-ben Samuel Hallevi, per a veu i piano
- Kaddisch, Amsterdam, juny de 1928, per a veu i piano
- Sonatine, juny de 1939, per a piano
- Kinah, Amsterdam, abril de 1928, Lamentacions de Jeremies, capítol I, versos 1-8, per a veus solistes, quintet de vent i piano.[1]